# Desmocladus biformis
Desmocladus biformis är en gräsväxtart som beskrevs av Barbara Gillian Briggs och Lawrence Alexander Sidney Johnson. Desmocladus biformis ingår i släktet Desmocladus och familjen Restionaceae. Inga underarter finns listade i Catalogue of Life.